# Volgai bolgárok
A volgai bolgárok török nyelvű népek törzsszövetsége volt a 7. század után. Az onogur-bolgár birodalom felbomlása után az onogurok egy része és más hozzájuk csatlakozó népek, mint az akkori magyarok és kazárok egy-egy csatlakozott része alkotta. Julianus barát valószínűleg ezek 13. századi lakóhelyét nevezte Magna Hungariának. Őket, vagy a kazárokat sejtik a mai csuvasok elődeinek.
Az arab források megőrizték néhány volgai bolgár törzs nevét, ezek: 
- szuvarok – Megpróbálták őket, mint a csuvasokat vagy mint szabirokat is magyarázni, de a nyelvészek szerint ezeknek a magyarázatoknak hangtani akadályai vannak
- barandzsarok – Ez a népnév azonosítható egy a Kaukázus előterében levő város nevében, amit 723-ban az arabok elfoglaltak. A város nyilván lakói nevét viselte, akik ezután északra menekültek és csatlakoztak a volgai bolgárokhoz.
- berszülek vagy más helyeken berszilek – Egy örmény forrás azt írja az egyik kazár kagán feleségéről, a katunról, hogy a berszilek közül származik.
- eszegelek vagy eszkilek – A nyugati türkök egyik törzseként is szerepelne. Mások felvetették, hogy a székelyekkel lennének azonosíthatók, de ennek súlyos hangtani akadályai vannak.

Ahmad ibn Fadlán 922-ben érkezett Volgai Bolgárországba, az uralkodót ekkor Alm.s ibn Slkj-nek hívták, a címe pedig jiltavar volt, ami a törökben eltebernek hangzott. Ez a kazároknál létező tisztség volt, az idegen alattvalók felett hatalmat gyakorlóknak járó cím volt. Az uralkodó neve Almisnak vagy Almusnak olvasható, ez összefüggésben áll Álmos nevével, egy sztyeppén ismert névről volt szó.